# Избичоара (Алба)
Избичоара (рум. Izbicioara) насеље је у Румунији у округу Алба у општини Бучум. Oпштина се налази на надморској висини од 755 m.

## Становништво
Према подацима из 2002. године у насељу је живело 15 становника, од којих су сви румунске националности.